# Nepzin
Nepzin ist ein Ortsteil der Gemeinde Züssow des Amtes Züssow im Landkreis Vorpommern-Greifswald in Mecklenburg-Vorpommern.

## Geographie
Der Ort liegt einen Kilometer südöstlich von Züssow. Die Nachbarorte sind Moeckow und Zarnekow im Nordosten, Karlsburg im Osten, das Naturschutzgebiet Karlsburger und Oldenburger Holz im Südosten, Oldenburg im Süden, Ranzin im Südwesten, Thurow im Westen sowie Züssow und Ausbau im Nordwesten.

## Geschichte
Eine frühzeitige Besiedlung wurde bei dem Abbau einer Kiesgrube östlich von Nepzin durch das Auffinden eines Urnengräberfeldes aus der vorrömischen Eisenzeit (−600 bis 0) mit mehreren Tongefäßen und verschiedenen Beigaben nachgewiesen.
Der Ort wurde 1358 als nebbetzyn urkundlich erwähnt.
Es war eine slawische Gründung. Die Namensherkunft ist unklar.
Das Rittergut Nepzin gehörte bis 1742 dem Rittmeister von Neetzow, der aber in Konkurs ging. Zwischen 1742 und 1782 sind die Besitzverhältnisse strittig u. a. wurde Graf von Putbus genannt. Seit 1782 gehörte es der Familie von Seeckt.
Zwischen 1835 und 1880 wurde nördlich des Ortes eine Holländerei angelegt, die aber wieder aufgegeben wurde. Dort sind heute einige Streuhöfe.
1865 hatte Nepzin 130 Einwohner, 11 Wohnhäuser und 18 Wirtschaftsgebäude. Vom Gut sind nur noch zwei Wirtschaftsgebäude erhalten.
Nepzin wurde am 1. Juli 1950 eingemeindet.
Die Abzweigung der Bahnstrecke von Züssow nach Wolgast-Hafen befindet sich, inzwischen für die Usedomer Bäderbahn UBB modernisiert, auf der Gemarkung des Ortes mit Bahnwärterhaus und Schrankenanlage am Landweg zum Karlsburg-Oldenburger Wald.
Die Alt- und Bodenreformneubauern wurden 1960 zur LPG vereinigt und später der LPG (P) Züssow zugeordnet.
2009 hatte Nepzin 124 Einwohner. 2013 wurde die Ortsdurchfahrt in Richtung Süden (Wald) sehr schön rustikal saniert.
Nepzin hatte am 31. Dezember 2014 133 Einwohner mit Hauptwohnung und 7 mit Nebenwohnung.

## Persönlichkeiten
- Friedrich von Seeckt (1793–1870), auf dem Rittergut Nepzin geboren, Richter und Parlamentarier
- Leopold von Seeckt (1795–1870), Besitzer des Gutes Nepzin, hier verstorben